# Língua dhundari
Dhundhari (também conhecida como Jaipuri) é uma língua Indo-Arianas falada na região de Dhundhar, no nordeste do estado do Rajastão, Índia. As pessoas que falam dhundari são encontradas em seis distritos – Jaipur, Karauli, Hindaun, Sawai Madhopur, Dausa e Tonk. 
Com cerca de 1,5 milhão de falantes, não é a língua mais falada no Rajastão, embora seja bastante usada nas regiões mencionadas acima.não tem status oficial no governo da Índia e não é usada como língua da educação. Ainda é falado amplamente dentro e ao redor [distrito de Jaipur | Jaipur]].
De acordo com George Abraham Grierson, Jaipuri é a forma de discurso do dialeto do Rajastão no centro oriental, o que significa ser a língua do Rajastão. MacAlister concluiu sua análise gramatical em 24 de fevereiro de 1884. Livros sobre filosofia Jain, como "Moksha Marga Prakashak", foram escritos em Dhundari por Acharyakalpa Pt. Todarmalji. Os missionários de Serampore traduziram o Novo Testamento para Jaipuri em 1815.

## Etimologia
É chamado Dhundhari, pois era falado principalmente na região de Dhundhar. O estado foi dividido em Marwar, Mewar, Dhundhar, Hadoti e Vagad. Essas divisões foram baseadas na cultura e na língua. Agora não existe essa divisão e os distritos que se enquadram nessa região são os listados acima. A maioria da população de língua Dhundhari está em Jaipur e, portanto, o nome Jaipuri.
Pensa-se que a derivação do nome 'Dhundhari' tenha duas origens.
- (1) Segundo a primeira opinião, acredita-se que Dhundhari tenha tirado seu nome da montanha Dhundh ou Dhundhakriti, que fica perto de Jobner, no distrito de Jaipur ou na fronteira oeste do Estado.
- (2) A outra opinião é que recebeu o nome de um rio chamado Dhundh que flui por essa região. Portanto, o nome se tornou Dhundhar. Este trato é o local situado a sudeste da cordilheira que forma a fronteira entre Shekhawati e Jaipur.

Outros nomes empregados pelos nativos para Jaipuri são Jhar-sahi boli ou o fala do reino do deserto e Kai kui ki boli ou o falao de kai kui, da palavra peculiar 'Kai' que em Jaipuri significa 'o que'.

## Geografia
Dhundhari é falado principalmente no estado do Rajastão. Mewati é um dialeto de Jaipuri do nordeste, que assume a forma de Braja Bhasha em Bharatpur. Mewati é na verdade a língua do antigo Mewat, a morada dos Meos. Dang ' é um sub-dialeto adicional de Braja Bhasa em Sawai Madhopur e Karauli e o de Bundel  e ' Malv  em Jhalawar e nas partes do sul de Kota.
O Dhundhari têm uma estrutura bastante semelhante à do hindustani (hindi / urdu). A ordem das palavras principais é Sujeito-Objeto-Verbo]]. A maioria dos formas interrogativas usados em Dhundhari são diferentes daquela do hindi.

## Vocabulário
O vocabulário dhundhari é um pouco semelhante a outras línguas indo-arianas ocidentais, especialmente com o rajasthani. Pode-se traçar uma pequena semelhança entre Dhundhari e guzerate. No entanto, elementos de gramática e terminologia fundamental diferem o suficiente para impedir significativamente a inteligibilidade mútua. Dhundhari também usa algumas palavras em sânscrito que não fazem parte do hindi agora.

## Escrita
Dhundhari geralmente é escrito em Devanagari. Embora seja pouco o uso de Dhundhari escrito visto hoje em dia.

## Uso
Embora o Jaipuri seja usado como língua materna nos domínios domésticos, o uso varia desde que a geração mais jovem usa o Jaipuri misturado com o hindi. Jaipuri é usado em locais públicos da localidade e no mercado entre seus falantes. Embora o Jaipuri não seja ensinado como disciplina separada ou como meio de ensino nas escolas, a comunicação oral e o ensino são feitos principalmente através da língua Jaipuri nas áreas rurais onde os seus falantes dominam. Nos últimos anos, muitas pessoas migraram para o hindi e deixaram de usar o Dhundhari por completo, e essa tendência continua. Isso reduz o número real de falantes nos úlimos censos

## Léxico
O moderno Dhundhari [iso3 rwr] usado atualmente no Rajhastan, compartilha uma similaridade lexical de 75 a 80% com o [[Hindi] (isso é baseado numa comparação com  207 palavras de Swadesh). Há muitas palavras cognatas com hindi e também compartilha muitas palavras com outros dialetos do Rajastão. Em algumas partes, também é falado misturado com hindi e outras línguas semelhantes.

## Fonologia
O inventário fonêmico de Jaipuri consiste em fonemas segmentais e fonemas supra segmentares. Existem 6 fonemas vocálicos e 32 fonemas consonantais na língua Jaipuri. Dos 32 fonemas consonantais, existem 20 oclusivas, 2 fricativas, 4 nasais, 2 vibrantess e 2 laterais e 2 semivogais.
| Vogais       | Anterior | Central | Posterior |
| ------------ | -------- | ------- | --------- |
| Fechada      | i        |         | u         |
| Meio Fechada | e        |         | o         |
| Medial       |          | A       |           |
| Aberta       |          | a       |           |

|           | Bilabial  | Alveolar  | Retroflexa | Palatal   | Velar     | Glotal |
| --------- | --------- | --------- | ---------- | --------- | --------- | ------ |
| Oclusiva  | p ph b bh | t th d dh | T Th D Dh  | c ch j jh | k kh g gh |        |
| Fricativa |           | s         |            |           |           | h      |
| Nasal     | m         | n         | N          |           | M         |        |
| Lateral   |           | l         | L          |           |           |        |
| Vibrante  |           | r         | R          |           |           |        |
| Semivogal | w         |           |            | y         |           |        |

#### Fonemas supra-segmentares
A nasalização é o fonema supra segmentar encontrado na língua Jaipuri que ocorre em todas as vogais. Algumas das ocorrências de vogais nasalizadas são apresentadas abaixo, em contraste com as vogais não nasalizadas. 'bAgicho' é um jardim em Dhundhari e A não é nasalizado. 'pũ: chMo' é 'limpar' e novamente U é o fonema supra-segmentar.